# Chaco obscura
Chaco obscura là một loài nhện trong họ Nemesiidae.
Chaco obscura được miêu tả năm 1905 bởi Tullgren.